# Villa Bozi

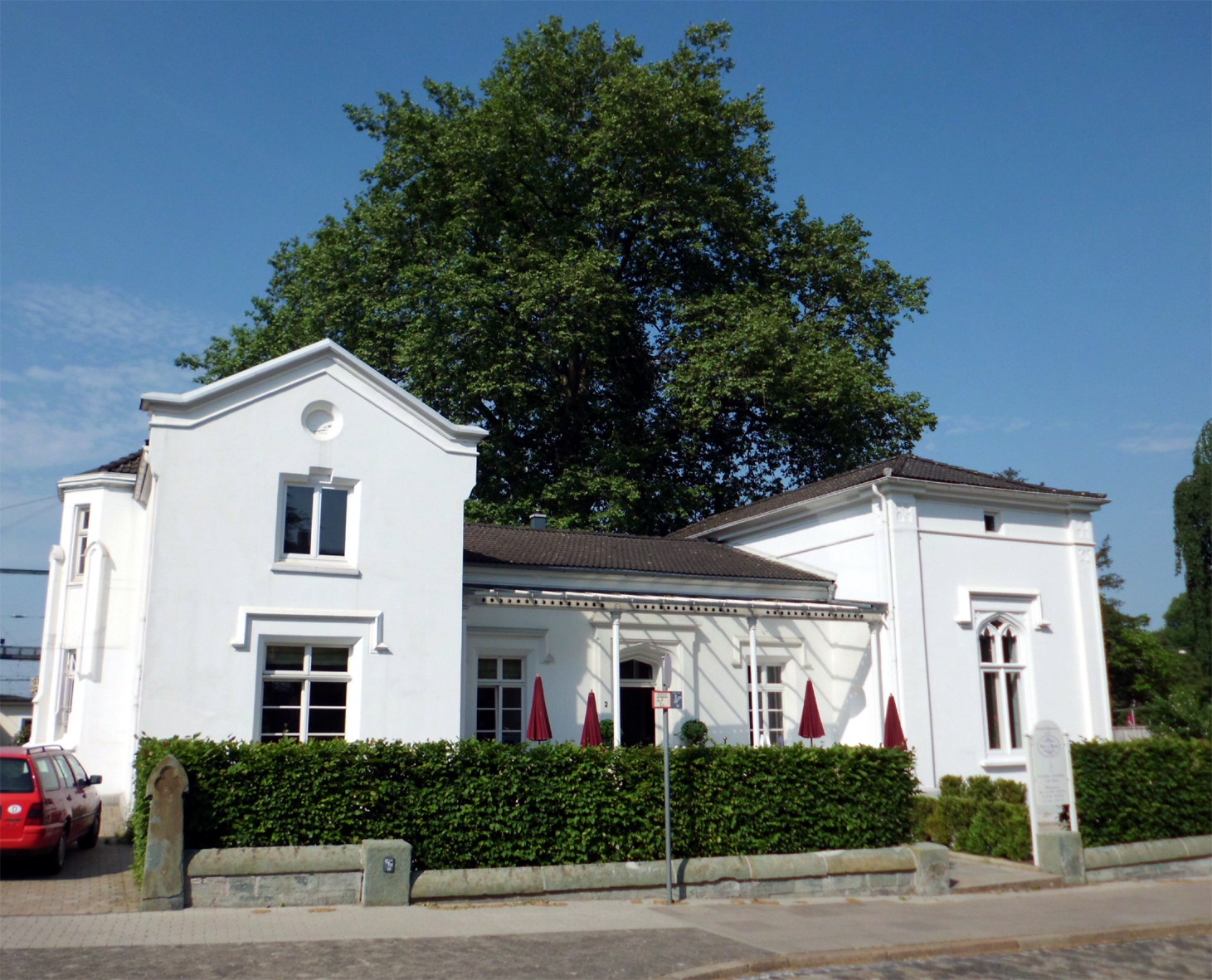
Villa Bozi am Albrecht-Delius-Weg

Die Villa Bozi ist ein ehemaliges Wohngebäude in Bielefeld im Stadtbezirk Mitte und ein Baudenkmal. 

## Geschichte
Der Unternehmer Carl Bozi (1809–1889) ließ die Villa bis 1852 errichten. Gemeinsam mit seinem Bruder Gustav führte der Kaufmann die Geschäfte der einst bekannten Spinnerei Vorwärts, der ersten Maschinenspinnerei in Bielefeld. Carl Bozi wollte mit dem Bau der Villa in prominenter Lage seinen Status als erfolgreicher Unternehmer gegenüber den alteingesessenen Industriellen demonstrieren. Dabei spielte die Nachbarschaft zu den Familien Kisker und Delius eine Rolle. Die Villa ist im irischen Landhausstil erbaut worden und besitzt einen Garten mit Gästehaus. Bis 1960 befand sie sich im Besitz der Familie Bozi. Anschließend erwarb sie das Deutsche Rote Kreuz und betrieb dort eine Geschäftsstelle. 2005 wurde die Villa von einer Bielefelder Unternehmerin erworben. Nach umfassenden Sanierungsarbeiten wird das Hauptgebäude für den Einzelhandel genutzt. Das Gästehaus der Familie Bozi im Garten beherbergt ein Hotel.
Alfred Bozi bewohnte das Haus als Amtsrichter in Bielefeld, damals noch unter der Adresse Wertherstraße 2.